# العلاقات النيجرية التركية
العلاقات النيجرية التركية هي العلاقات الثنائية التي تجمع بين النيجر وتركيا.

## مقارنة بين البلدين
هذه مقارنة عامة ومرجعية للدولتين:
| وجه المقارنة                                              | النيجر          | تركيا         |
| --------------------------------------------------------- | --------------- | ------------- |
| المساحة (كم2)                                             | 1.27 مليون      | 783.56 ألف    |
| عدد السكان (نسمة)                                         | 21.48 مليون     | 80.14 مليون   |
| الكثافة السكانية (ن./كم²)                                 | 16.91           | 102.28        |
| العاصمة                                                   | نيامي           | أنقرة         |
| اللغة الرسمية                                             | لغة فرنسية      | اللغة التركية |
| العملة                                                    | فرنك غرب أفريقي | ليرة تركية    |
| الناتج المحلي الإجمالي (بليون دولار)                      | 8.12 مليار      | 851.10 مليار  |
| الناتج المحلي الإجمالي (تعادل القوة الشرائية) بليون دولار | 19.01 مليار     | 1.57 تريليون  |
| الناتج المحلي الإجمالي الاسمي للفرد دولار أمريكي          | 358             | 9.12 ألف      |
| الناتج المحلي الإجمالي للفرد دولار أمريكي                 | 938             | 19.79 ألف     |
| مؤشر التنمية البشرية                                      | 0.348           | 0.761         |
| رمز المكالمات الدولي                                      | +227            | +90           |
| رمز الإنترنت                                              | .ne             | .tr           |
| المنطقة الزمنية                                           | ت ع م+01:00     | ت ع م+03:00   |

## مدن متوأمة
في ما يلي قائمة باتفاقيات التوأمة بين مدن نيجرية وتركية:
- ترتبط مرادي مع أخيسار باتفاقية توأمة.

## منظمات دولية مشتركة
يشترك البلدان في عضوية مجموعة من المنظمات الدولية، منها:
| علم المنظمة | اسم المنظمة                               | تاريخ انضمام النيجر | تاريخ انضمام تركيا |
| ----------- | ----------------------------------------- | ------------------- | ------------------ |
|             | مؤسسة التنمية الدولية                     | 24 أبريل 1963       | 22 ديسمبر 1960     |
|             | يونسكو                                    | 10 نوفمبر 1960      | 4 نوفمبر 1946      |
|             | وكالة ضمان الاستثمار متعدد الأطراف        | 10 مايو 2012        | 3 يونيو 1988       |
|             | الأمم المتحدة                             | 20 سبتمبر 1960      | 24 أكتوبر 1945     |
|             | الفريق المعني برصد الأرض                  | ?                   | ?                  |
|             | الاتحاد البريدي العالمي                   | ?                   | ?                  |
|             | البنك الدولي للإنشاء والتعمير             | 24 أبريل 1963       | 11 مارس 1947       |
|             | منظمة التعاون الإسلامي                    | ?                   | 25 سبتمبر 1969     |
|             | منظمة حظر الأسلحة الكيميائية              | ?                   | ?                  |
|             | الاتحاد الدولي للاتصالات                  | 14 نوفمبر 1960      | 1866               |
|             | مؤسسة التمويل الدولية                     | 7 يناير 1980        | 19 ديسمبر 1956     |
|             | المركز الدولي لتسوية المنازعات الاستشارية | 14 ديسمبر 1966      | 2 أبريل 1989       |
|             | منظمة التجارة العالمية                    | ?                   | 26 مارس 1995       |
|             | منظمة الشرطة الجنائية الدولية             | ?                   | ?                  |
|             | البنك الإفريقي للتنمية                    | ?                   | ?                  |

## وصلات خارجية
- موقع وزارة الخارجية التركية